# Daijirō Natsukawa
Daijirō Natsukawa (夏川大二郎, Natsukawa Daijirō), né le 31 août 1913 à Shiba dans l’arrondissement de Minato à Tokyo et mort le 16 juillet 1987, est un acteur japonais.

## Biographie

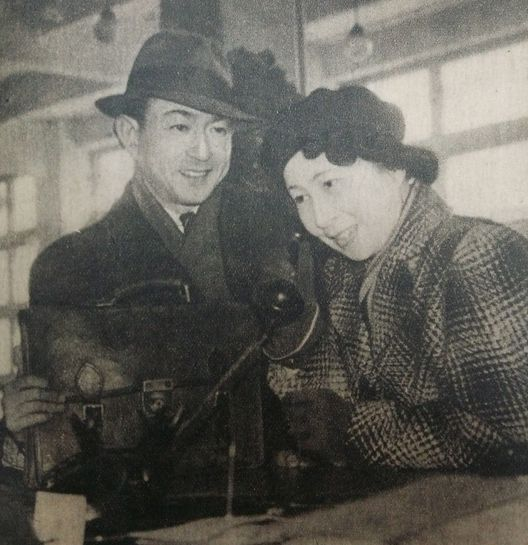
Daijirō Natsukawa et sa sœur Shizue Natsukawa en 1948.

Daijirō Natsukawa fait des études de littérature française à l'université Waseda. Il entre à la Nikkatsu en 1933 en tant qu'apprenti réalisateur mais il se laisse convaincre de devenir acteur et il apparait pour la première fois dans Sakura ondo l'année suivante.
Daijirō Natsukawa a tourné dans plus de 80 films entre 1934 et 1966.
L'actrice Shizue Natsukawa est sa sœur.

## Filmographie

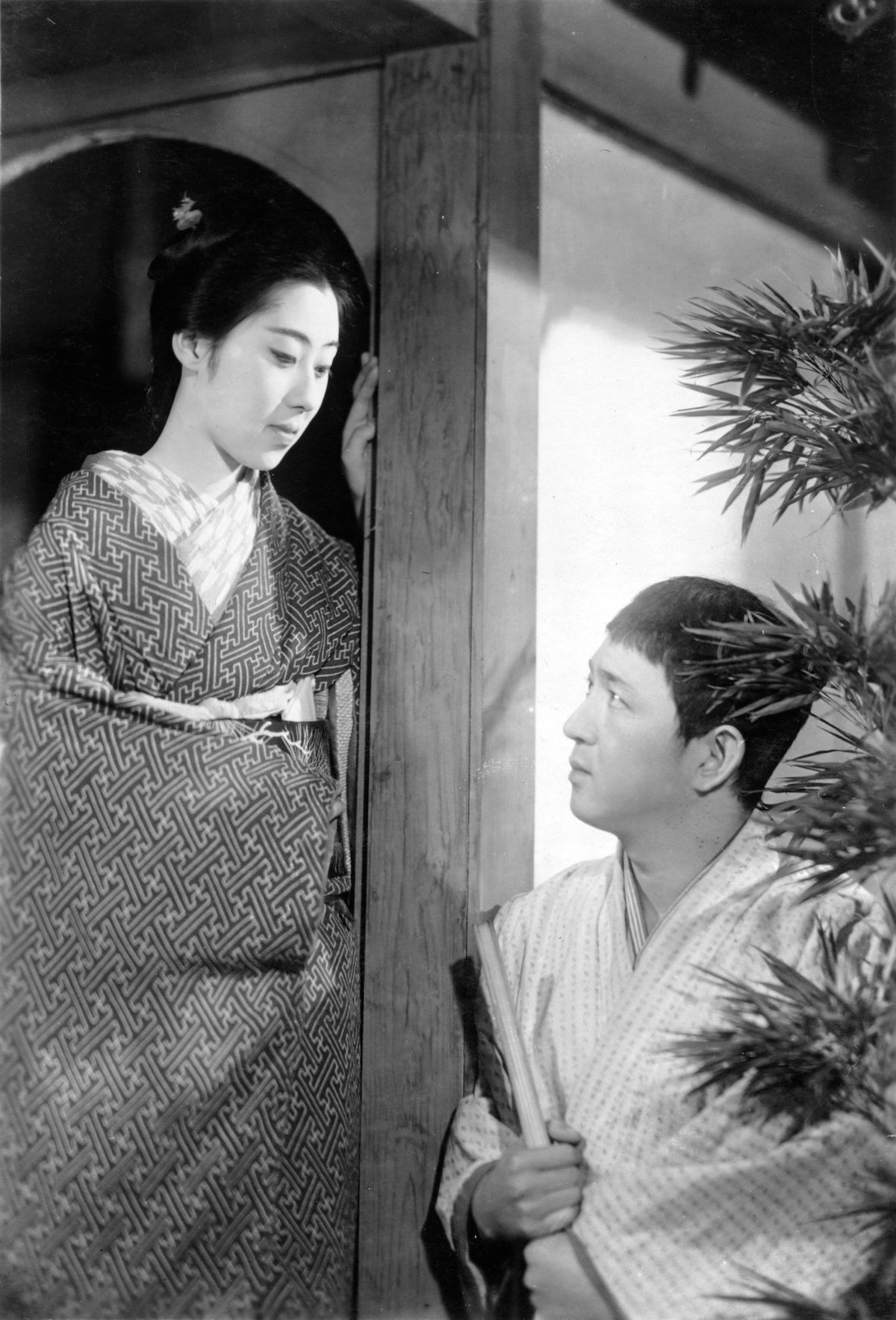
Isuzu Yamada et Daijirō Natsukawa dans La Cigogne en papier (1935).

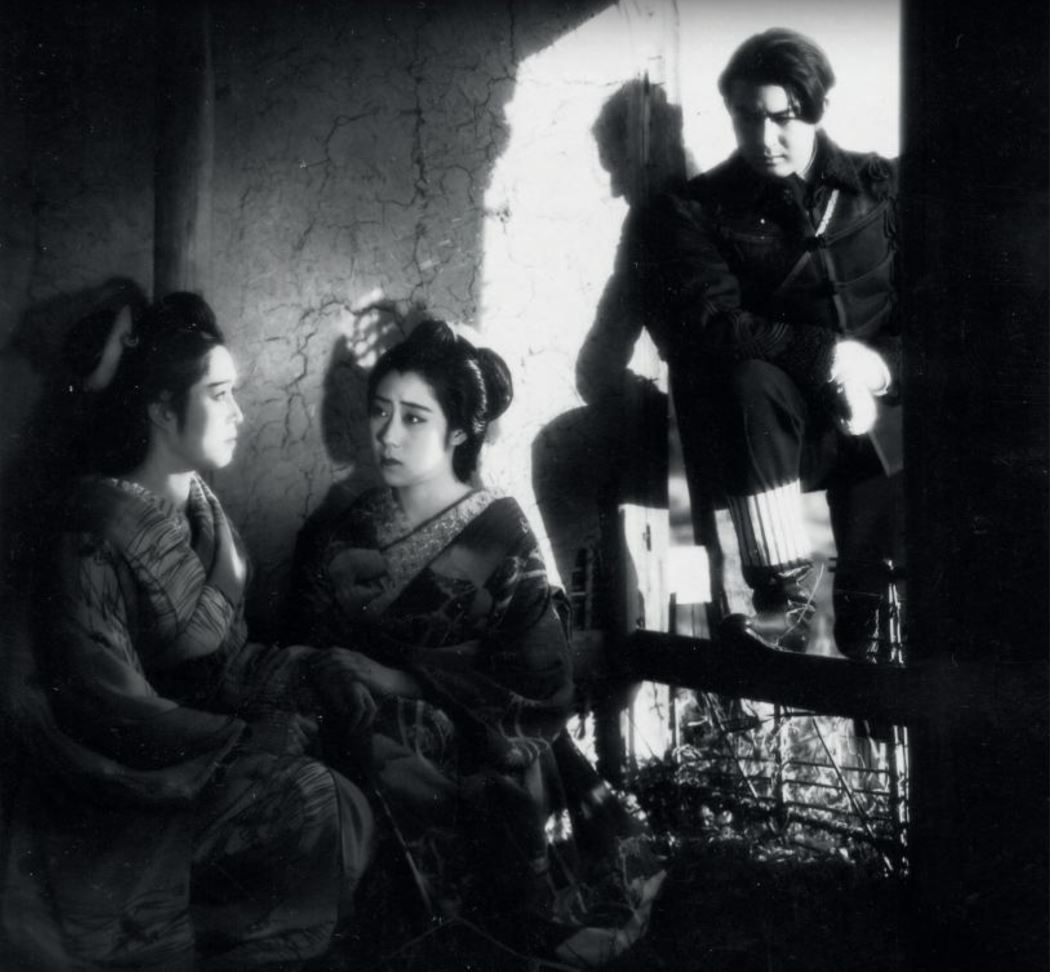
Komako Hara, Isuzu Yamada et Daijirō Natsukawa dans Oyuki la vierge (1935).

La filmographie de Daijirō Natsukawa est établie à partir de la base de données JMDb.

### Les années 1930
- 1934 : Sakura ondo (さくら音頭?) de Kunio Watanabe et Masahiro Makino
- 1934 : Kokoro no taiyō: Zengo hen (心の太陽 前後篇?) de Kiyohiko Ushihara
- 1934 : Les 47 rōnin I et II (忠臣蔵 刃傷篇 復讐篇, Chūshingura: Ninjō-hen Fukushū-hen?) de Daisuke Itō
- 1934 : San katei (三家庭?) de Hisatora Kumagai
- 1934 : Le Col de l'amour et de la haine (愛憎峠, Aizo toge?) de Kenji Mizoguchi : Morita
- 1934 : Les Constructeurs (建設の人々, Kensetsu no hitobito?) de Daisuke Itō de Daisuke Itō
- 1935 : La Cigogne en papier (折鶴お千, Orizuru Osen?) de Kenji Mizoguchi :  : Sokichi Hara
- 1935 : Le Peigne d'Oroku (お六櫛, Oroku-gushi?) de Daisuke Itō de Daisuke Itō
- 1935 : Oyuki la vierge (マリヤのお雪, Maria no Oyuki?)  de Kenji Mizoguchi : le général Shingo Asakura
- 1935 : Chichi kaeru haha no kokoro (父帰る母の心?) de Seikichi Terakado
- 1935 : Les Coquelicots (虞美人草, Gubijinsō?) de Kenji Mizoguchi : Hajime Munechika
- 1935 : Otoko no yūjō (男の友情?) de Shin Takehisa
- 1936 : Tatta hitori no onna (たった一人の女?) de Seikichi Terakado
- 1936 : Kinkō (金鉱?) de Seikichi Terakado
- 1936 : Un monde libre (自由の天地, Jiyū no tenchi?) de Hiroshi Shimizu
- 1936 : Shōnen kōkūhei (少年航空兵?) de Yasushi Sasaki
- 1936 : Otoko no machi (男の街?) de Shin Takehisa
- 1936 : Namida no shōtō rappa (涙の消灯喇叭?) de Seikichi Terakado
- 1936 : Les Beaux Atours de la jeunesse (青春満艦飾, Seishun mankanshoku?) de Hiroshi Shimizu
- 1937 : La Flotte sans ennui de l'amour (恋愛無敵艦隊, Ren'ai muteki kantai?) de Hiroshi Shimizu
- 1937 : Le Démon de l'or (金色夜叉, Konjiki yasha?) de Hiroshi Shimizu
- 1937 : Otoko no tsugunai I - II (男の償ひ 前篇・後篇?) de Hiromasa Nomura
- 1937 : Les Lumières d’Asakusa (浅草の灯, Asakusa no hi?) de Yasujirō Shimazu
- 1938 : La Jeune Fille qui fredonne (鼻唄お嬢さん, Hanauta ojōsan?) de Minoru Shibuya
- 1938 : Atarashiki hane (新しき翅?) de Keisuke Sasaki
- 1938 : Hotaru no hikari (螢の光?) de Yasushi Sasaki
- 1938 : Han shojo (半処女?) de Keisuke Sasaki
- 1938 : Junjō fujin (純情夫人?) de Keisuke Sasaki
- 1938 : Honō no uta (炎の詩?) de Yasushi Sasaki
- 1938 : Junjō aishi: Yoimachi gusa (純情哀詩 宵待草?) de Yasushi Sasaki
- 1938 : Kekkon no shukudai (結婚の宿題?) de Keisuke Sasaki
- 1938 : Daīssen no hitobito (第一線の人々?) de Shūzō Fukada
- 1938 : Les Japonais (日本人, Nihonjin?) de Yasujirō Shimazu
- 1938 : Haha no uta (母の歌・前後篇?) de Yasushi Sasaki
- 1939 : L'importun qui ronfle fort (居候は高鼾, Isōrō wa takaibiki?) de Hiroshi Shimizu
- 1939 : Himawari musume (向日葵娘?) de Keisuke Sasaki
- 1939 : Aijō butai (愛情部隊?) de Yasushi Sasaki
- 1939 : Shunrai (春雷・前後篇?) de Keisuke Sasaki
- 1939 : Shin josei mondō (新女性問答?) de Yasushi Sasaki
- 1939 : Eiga emaki (栄華絵巻?) de Iseo Hirukawa
- 1939 : Nippon no tsuma (日本の妻?) de Keisuke Sasaki
- 1939 : Nyonin shinsei (女人新生?) de Keisuke Sasaki
- 1939 : Hanayome kyōsō (花嫁競争?) de Yasushi Sasaki
- 1939 : Haha wa tsuyoshi (母は強し?) de Keisuke Sasaki

### Les années 1940
- 1940 : Aizome Tsubaki (愛染椿?) de Yasushi Sasaki
- 1940 : Shiki no yume (四季の夢?) de Kenkichi Hara
- 1940 : Akatsuki ni inoru (暁に祈る?) de Yasushi Sasaki
- 1940 : Cœur de pierre (木石, Bokuseki?) de Heinosuke Gosho
- 1940 : Kekkon seishun (結婚青春?) de Shunkai Mizuho (ja)
- 1941 : Josei shinsō (女性新装?) de Yasuki Chiba
- 1941 : Physiologie du mariage (結婚の生態, Kekkon no seitai?) de Tadashi Imai

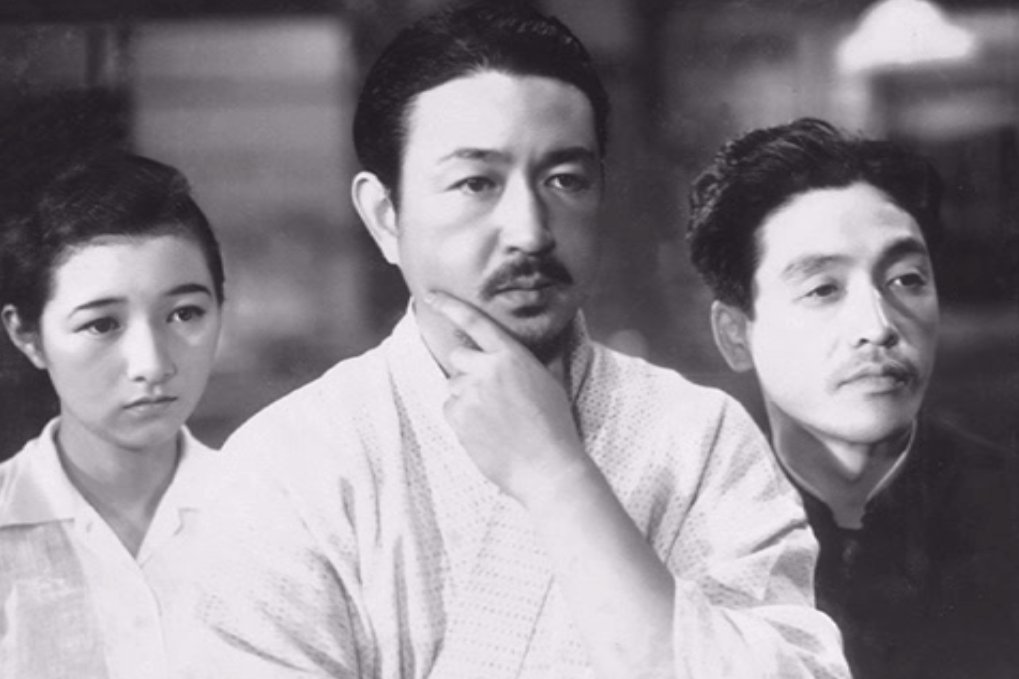
Hideko Takamine, Daijirō Natsukawa et Kamatari Fujiwara dans Hideko, receveuse d'autobus (1941).

- 1941 : Hideko, receveuse d'autobus (秀子の車掌さん, Hideko no shasho-san?) de Mikio Naruse : Igawa, l'écrivain
- 1946 : Taki no shiraito (瀧の白糸?) de Keigo Kimura
- 1946 : Nishi manrui (二死満塁?) de Satoshi Taguchi (ja)
- 1949 : Haha sannin (母三人?) d'Eiichi Koishi (ja)
- 1949 : Haha koi boshi (母恋星?) de Kimiyoshi Yasuda
- 1949 : Tōmei ningen arawaru (透明人間現わる?) de Nobuo Adachi
- 1949 : Hebihime dōchū (蛇姫道中?) de Keigo Kimura et Santarō Marune (ja)

### Les années 1950
- 1950 : Zoku Hebihime dōchū (続蛇姫道中?) de Keigo Kimura et Santarō Marune (ja)
- 1950 : Kondoru (禿鷹 コンドル?) de Kimiyoshi Yasuda
- 1950 : Kaizoku-tō (海賊島?) de Kimiyoshi Yasuda
- 1950 : Komu sō yashiki (虚無僧屋敷?) de Kimiyoshi Yasuda
- 1952 : Tsukigata Hanpeita (月形半平太?) de Kōkichi Uchide (ja)
- 1952 : Tange Sazen (丹下左膳?) de Sadatsugu Matsuda
- 1953 : Hana fuku kaze (花吹く風?) de Yūzō Kawashima
- 1953 : Asayake Fuji: Zenpen (朝焼け富士 前篇?) de Sadatsugu Matsuda
- 1953 : Asayake Fuji: Kōhen (朝焼け富士 後篇?) de Sadatsugu Matsuda
- 1954 : Kan hasshū seizoroi (関八州勢揃い?) de Kimiyoshi Yasuda
- 1954 : Ryūko hachi tengu I (竜虎八天狗 第一部 水虎の巻?) de Santarō Marune (ja)
- 1954 : Ryūko hachi tengu II (竜虎八天狗 第二部 火龍の巻?) de Santarō Marune (ja)
- 1954 : Ryūko hachi tengu III (竜虎八天狗 第三部 鳳凰の巻?) de Santarō Marune (ja)
- 1954 : Ryūko hachi tengu IV (竜虎八天狗 完結篇 追撃の巻?) de Santarō Marune (ja)
- 1955 : Satsuma hikyaku (薩摩飛脚?) de Toshikazu Kōno (ja)
- 1957 : Yoru no kamome (夜の鴎?) de Shin Saburi
- 1957 : Les Gars de la mer (海の野郎ども, Umi no yarodomo?) de Kaneto Shindō
- 1958 : Hanayome sanjūsō (花嫁三重奏?) d'Ishirō Honda

### Les années 1960
- 1966 : Courant chaud (暖流, Danryū?) de Yoshitarō Nomura